# Turlupin

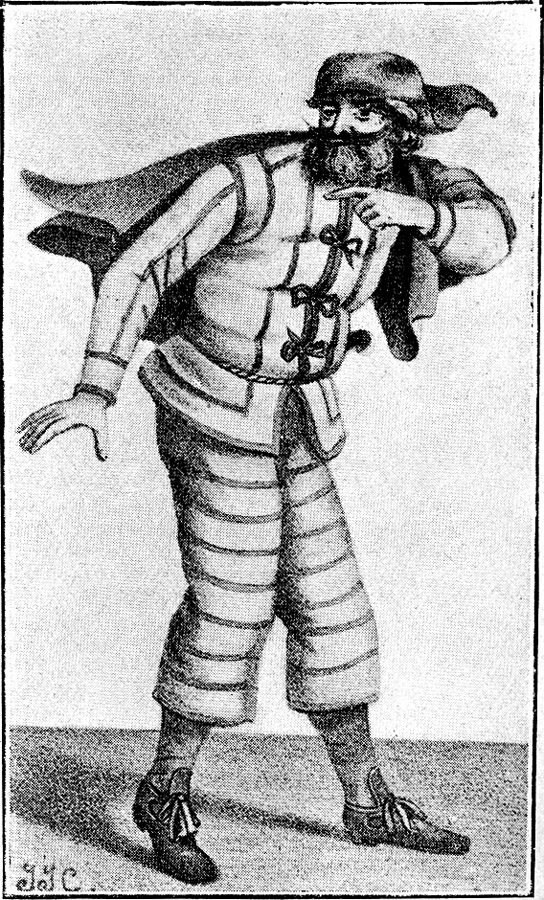
Turlupin

Turlupin [tyrly'pä, betoning enligt IPA], från franska (ursprungligen benämning på medlemmarna av en fransk medeltidssekt, vars grundsats var, att man icke behöver skämmas för naturliga ting), ett "nom de guerre" för franske komikern Henri Legrand, som uppträdde i Paris 1583-1634, först på gator och torg, sedermera på teatern i Hotel de Bourgogne. Därav kommer de franska orden turlupinade [-'nad], ett vanligen på en ordlek byggt, grovkornigt skämt, och turlupiner [-pi'ne], "turlupinera", skämta grovt, göra någon till föremål för ett plumpt och opassande skämt.